# Tempio di Esculapio

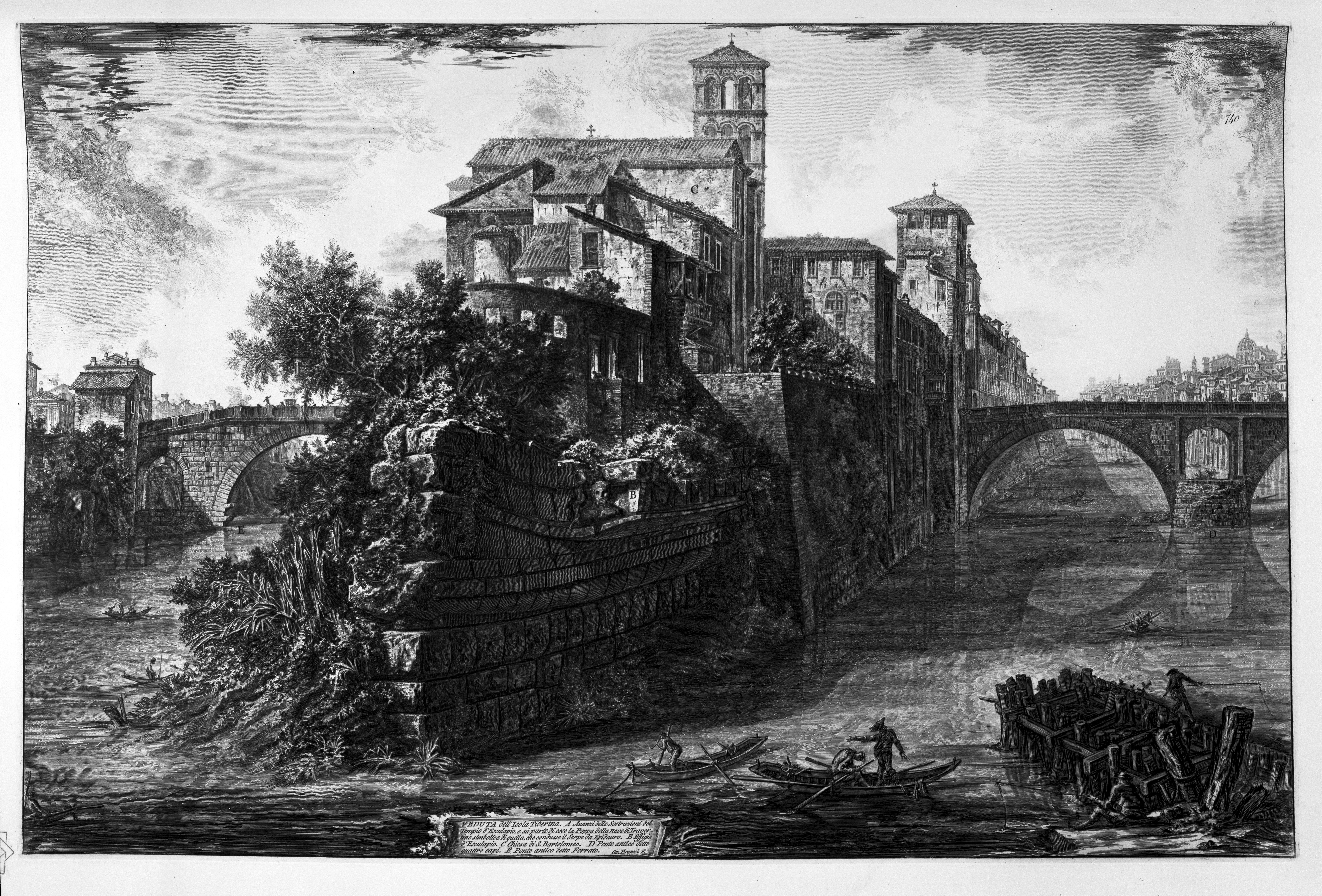
Veduta dell' Isola Tiberina. Stampa di Giovanni Piranesi.

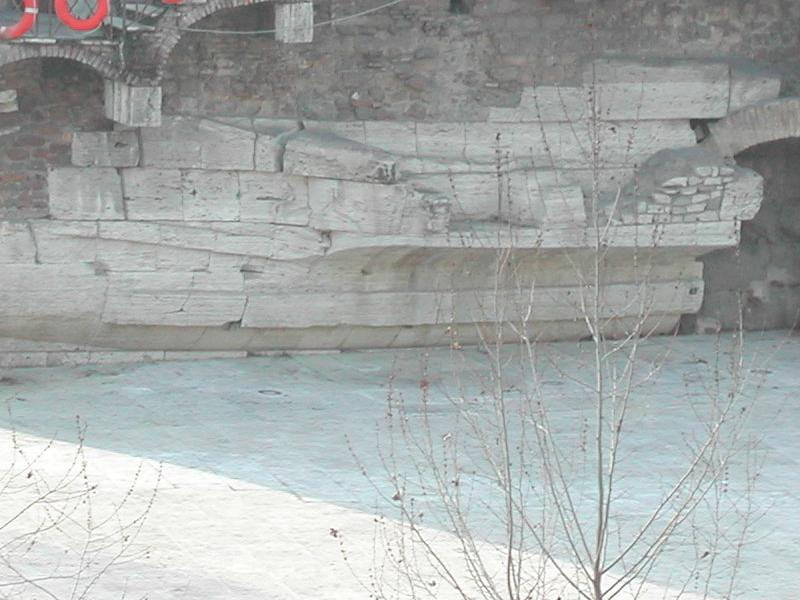
Resti del rivestimento romano dell'isola Tiberina

Il tempio di Esculapio era un tempio romano situato sull'Isola Tiberina, a Roma. 

## Storia
Il tempio venne costruito tra il 293 a.C. e il 290 a.C., mentre la sua consacrazione avvenne l'anno successivo. Secondo la leggenda nel 293 a.C. scoppiò una grave epidemia a Roma, che spinse il Senato a decidere di costruire un edificio alla divinità della medicina greca Asclepio, che assunse il nome latino di Esculapio. Dopo aver consultato i Libri Sibillini ed aver trovato una risposta favorevole, una delegazione di saggi romani venne inviata ad Epidauro, in Grecia, in cui era presente un santuario molto famoso dedicato appunto ad Asclepio, al fine di poter ottenere una statua del dio da portare a Roma. 
Secondo la leggenda durante i riti propiziatori un grosso serpente (un colubro, animale attribuito alla divinità) uscì dal santuario andandosi a nascondere all'interno della nave romana. Certi che questo fosse un segno da parte della divinità i romani si affrettarono a tornare nella loro città, dove ancora imperversava l'epidemia.
Giunti sul Tevere, mentre stavano per rientrare a Roma, accadde che nei pressi dell'isola Tiberina il serpente uscì dalla nave e si nascose sull'isolotto, sparendo dalla vista dei dotti, indicando così il luogo dove sarebbe dovuto sorgere l'edificio. I lavori iniziarono subito, e il tempio venne inaugurato nel 289 a.C.: da lì a breve l'epidemia ebbe fine. 
L'isola, a ricordo dell'evento, venne rimodellata a forma di trireme. Un obelisco venne infatti posto al centro dell'isola, davanti al tempio, in modo da assomigliare ad un albero maestro, mentre sulle rive vennero posizionati blocchi di travertino, scolpiti in modo da sembrare una poppa e una prua. Sull'isola sorsero diverse strutture adibite al ricovero degli ammalati, e ciò è testimoniato da numerosi voti ed iscrizioni pervenute sino ai giorni nostri.

## I resti

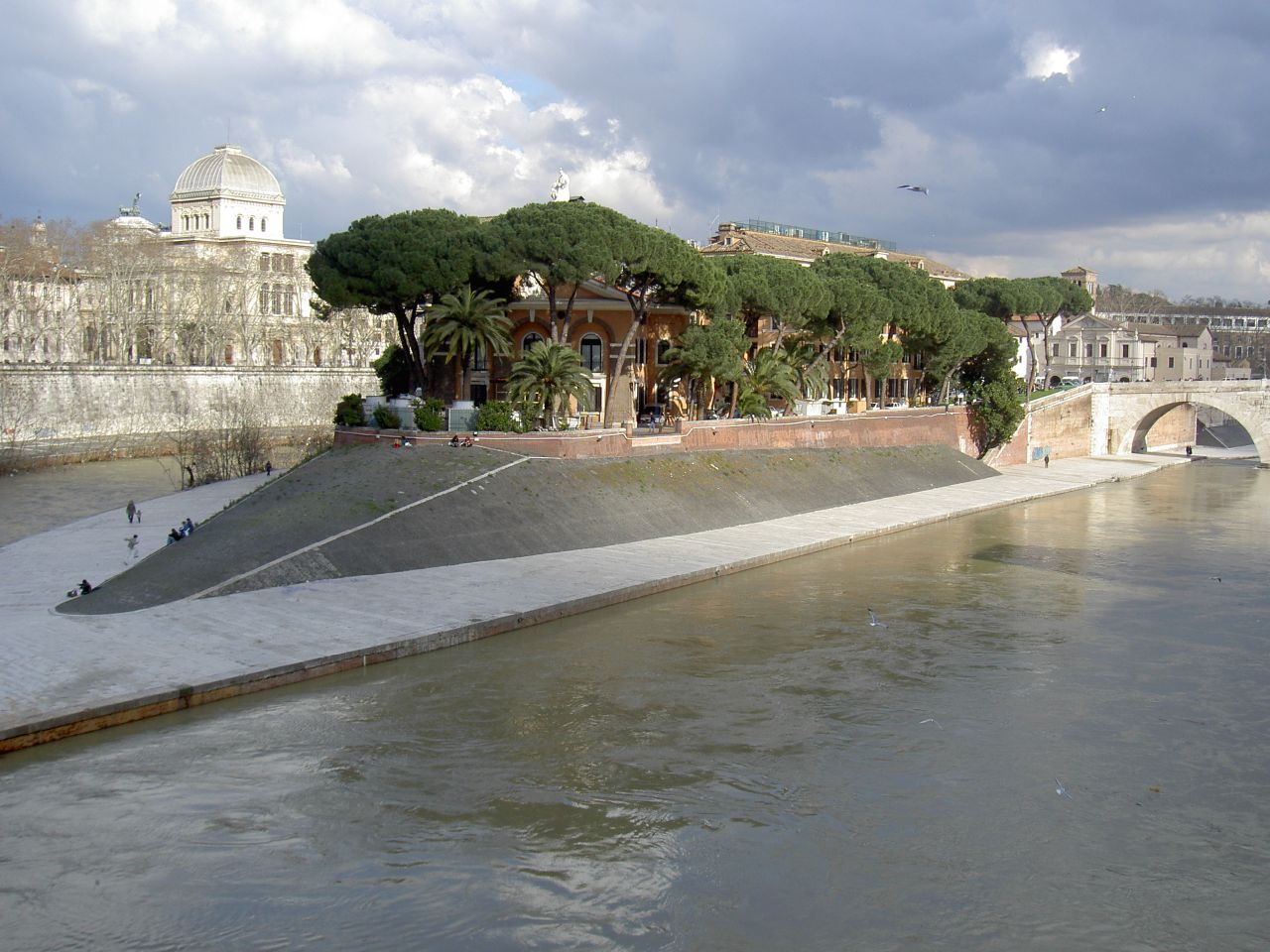
L'isola con l'ospedale e, sul fondo, la basilica di San Bartolomeo. È ben visibile la forma, simile a quella di una trireme

Il tempio andò distrutto durante l'Alto Medioevo, poiché già nell'anno 1000 sorse sulle sue rovine la basilica di San Bartolomeo all'Isola per volere di Ottone III. Il pozzo medioevale presente vicino all'altare della chiesa sembra essere lo stesso da cui sgorgava l'acqua utilizzata per curare i malati, così come testimoniato da Sesto Pompeo Festo, un grammatico latino, nel II secolo. 
Del poco che rimane dell'antico tempio di Esculapio sono da ricordare alcuni frammenti dell'obelisco, conservati a Napoli e a Monaco, e alcuni blocchi di travertino visibili sotto le costruzioni moderne sull'isola Tiberina, tra cui spicca un rilievo del bastone di Esculapio. 
L'isola continua ad essere un centro dedicato alla cura dei malati poiché davanti alla basilica sorge l'ospedale San Giovanni Calibita, detto Fatebenefratelli e di fianco ad essa vi è una delle tre sedi dell'Ospedale Israelitico.